# Anastasija Radina
Anastasija Ołehiwna Radina, z domu Krasnosilska (ur. 23 czerwca 1984 w Kijowie) – ukraińska polityczka. Delegatka Ukrainy do GRECO. Deputowana Rady Najwyższej Ukrainy od 2019 roku.

## Życiorys
Anastasija Krasnosilska urodziła się 23 czerwca 1984 roku w Kijowie, na terenie Ukraińskiej Socjalistycznej Republiki Radzieckiej.

### Edukacja i kariera zawodowa
W 2008 roku ukończyła studia prawnicze na Kijowskim Narodowym Uniwersytecie Ekonomicznym im. Wadyma Hetmana oraz studia z filozofii na Kijowskim Uniwersytecie Narodowym im. Tarasa Szewczenki.
W 2012 roku była koordynatorką projektu Український незалежний центр політичних досліджень (Ukrajinsʹkyj nezałeżnyj centr połitycznych dosłidżenʹ). Od 2014 do 2015 roku zarządzała ukraińską organizacją Інститут розвитку суспільних інновацій (Instytut rozwytku suspilʹnych innowacij). W 2015 roku była kierowniczką projektu Agencji Stanów Zjednoczonych ds. Rozwoju Międzynarodowego (USAID) pt. „Citizens in Action”. W latach 2016–2019 zarządzała ukraińską organizacją pozarządową Центр протидії корупції (Centr protydiji korupciji) zajmującą się walką z korupcją.

### Działalność polityczna
W 2008 roku pracowała jako wolontariuszka w kampanii Wasyla Gacko, lidera Sojuszu Demokratycznego. Sama była również członkinią tej partii. Pracowała jako asystentka Pawła Rizanenki w trakcie 7. i 8. kadencji parlamentu.
Od 10 czerwca 2019 była delegatką Ukrainy do Group of States Against Corruption (GRECO) Rady Europy. 25 czerwca 2019 została powołana w skład Krajowej Agencji ds. Zapobiegania Korupcji przez Prezydenta Ukrainy Wołodymyra Zełenskiego.
W trakcie wyborów parlamentarnych w 2019 roku startowała z listy Sługi Narodu z 8. miejsca na liście krajowej. Uzyskała mandat i została członkinią klubu parlamentarnego tej partii. W Radzie Najwyższej została przewodniczą Komisji ds. Zwalczania Korupcji. Bezpartyjna.
W 2025 roku, jako przewodnicząca Komisji Antykorupcyjnej, protestowała przeciwko likwidacji przez Radę Najwyższą infrastruktury antykorupcyjnej. Przegłosowana 22 lipca ustawa przekazuje nadzór nad Narodowym Biurem Antykorupcyjnym (NABU) i Specjalistyczną Prokuraturą Antykorupcyjną (SAP) prokuratorowi generalnemu Ukrainy. Powołanie NABU, do czego doszło w 2014 roku, było jednym z warunków współpracy Unii Europejskiej i Międzynarodowego Funduszu Walutowego z Ukrainą.

#### Pozostała działalność
Była jedną z osób opowiadających się za utworzeniem Najwyższego Sądu Antykorupcyjnego (Вищий антикорупційний суд України).
8 października 2021 została odznaczona Orderem Księżnej Olgi III klasy.

### Życie prywatne
Pozostaje w związku małżeńskim z Mirosławem Radinem, przedsiębiorcą. Ma syna o imieniu Mykola urodzonego w 2020 roku.
Ma kotkę o imieniu Marusia, którą umieściła w swojej deklaracji majątkowej.